# Francisco Pérez de los Cobos
Francisco de Asís Pérez de los Cobos Orihuel (Murcia, 1962) es un jurista español, catedrático de Derecho del Trabajo y de la Seguridad Social en la Universidad Complutense de Madrid, magistrado desde 2011 hasta 2017 y presidente del Tribunal Constitucional de España de 2013 a 2017.

## Biografía
Es hijo de Antonio Pérez de los Cobos Cuadrado quien, en 1977, se presentó a las elecciones como candidato de Fuerza Nueva por la entonces provincia de Murcia en cuarta posición. 
Cursó estudios de Derecho en la Facultad de Derecho de la Universidad de Valencia, donde se licenció en 1984, habiendo obtenido el premio extraordinario final de licenciatura. Es doctor en Derecho tanto por la Universidad de Valencia —donde en 1987 presentó su tesis La reconversión industrial: un análisis jurídico-laboral— como por la Universidad de Bolonia (Italia), en 1989, con la tesis titulada Nuove tecnologie e rapporto di lavoro. Es hermano del coronel de la Guardia Civil Diego Pérez de los Cobos.
Militó en el Partido Popular al menos entre 2008 y 2011, por lo que una vez se supo de su militancia ideológica provocó una ola de impugnaciones y recusaciones.

### Docente
En 1994, obtuvo la cátedra de Derecho del Trabajo y de la Seguridad Social en la Universidad de las Islas Baleares -de cuya Facultad de Derecho fue decano-; en 1996, consiguió la cátedra en la Universidad Autónoma de Barcelona y, por último, en 2007, en la Universidad Complutense de Madrid.
En su faceta docente e investigadora, ha profundizado en las distintas vertientes del Derecho del Trabajo y de la Seguridad Social. Entre sus líneas de investigación principales cabe destacar, entre otras, las dirigidas al análisis del derecho a la negociación colectiva, la libertad de empresa, la descentralización productiva y medidas de flexibilidad en la gestión empresarial, la regulación de la huelga, la incidencia de las nuevas tecnologías en las relaciones laborales, así como los aspectos sociales en el ámbito del Derecho Comunitario.
En total, cuenta con más de un centenar de participaciones en proyectos de investigación y publicaciones en libros y revistas científicas —entre ellas, algunos trabajos de Derecho comparado—. Asimismo, ha sido profesor visitante en la Università degli Studi de Milán y en la Universidad Anáhuac de México, y ha sido conferenciante en numerosas jornadas y seminarios celebrados tanto en universidades e instituciones españolas como extranjeras —Italia, Portugal, Francia, Argentina, Bolivia, Chile, Guatemala, Nicaragua, El Salvador, o encuentros internacionales celebrados en Beirut o Lisboa—. Como especialista en Derecho del Trabajo y de la Seguridad Social, ha formado parte de diversos órganos de participación institucional y resolución de conflictos laborales: ha sido árbitro del Servicio Interconfederal de Mediación y Arbitraje y del Tribunal Laboral de Cataluña; también, en 1996 y 2001, fue designado como consejero experto del Consejo Económico y Social; y, en 2012, fue nombrado miembro de la Comisión de Expertos en Aplicación de Convenios y Recomendaciones de la Organización Internacional del Trabajo (OIT).

### Magistrado del Tribunal Constitucional
En diciembre de 2010, fue nombrado magistrado del Tribunal Constitucional de España a propuesta del Senado, cargo del cual tomó posesión el 11 de enero de 2011. Fue elegido presidente del Tribunal Constitucional por unanimidad del Pleno del organismo el 19 de junio de 2013, en sustitución de Pascual Sala Sánchez, siendo el segundo presidente en la historia de la institución, después de Manuel García Pelayo (quien obtuvo el voto de todos sus compañeros y un voto en blanco, el suyo propio), en recibir el apoyo de todos los magistrados. En la misma reunión, fue nombrada vicepresidenta, también con el voto unánime del Pleno, la magistrada Adela Asua Batarrita.
Durante su estancia en el Tribunal Constitucional, participó en diversos encuentros con cortes constitucionales de otros países, habiendo sido nombrado en 2012 Secretario Permanente de la Conferencia Iberoamericana de Justicia Constitucional, cargo en el que permaneció hasta 2016. En su condición de presidente del Tribunal Constitucional, en enero de 2015 pronunció el discurso inaugural en la audiencia solemne de apertura del año judicial del Tribunal Europeo de Derechos Humanos de Estrasburgo, siendo el primer presidente del Tribunal Constitucional español en hacerlo. Asimismo, durante el mandato de Pérez de los Cobos, el Tribunal Constitucional se incorporó a la Red de Cortes Superiores del TEDH. Creada en 2015, permite el intercambio en tiempo real de jurisprudencia entre el Tribunal de Estrasburgo y los Tribunales Supremos y Cortes Constitucionales de los Estados miembros.  
En 2013 se hizo público que había estado afiliado al Partido Popular entre 2008 y 2011; es decir, siendo ya presidente del Tribunal Constitucional durante unos meses, aunque el art.159.4 de la Constitución Española excluye la mera afiliación a  un partido por parte de un juez de las incompatibilidades con el ejercicio del cargo.
El 14 de marzo de 2017 caducó su mandato como magistrado del Tribunal Constitucional, momento en que también cesó como presidente de la institución.

#### Caso del matrimonio homosexual
Como magistrado, unió su voto al de los miembros del llamado sector progresista del Pleno, lo que fue determinante para que, en 2012, el Tribunal declarara la constitucionalidad de la reforma del Código Civil que en 2005 legalizó el matrimonio entre personas del mismo sexo.

#### Caso del proceso soberanista
Bajo su presidencia, el Tribunal Constitucional ha dictado, entre otras sentencias relevantes, la que estimó parcialmente el recurso presentado el 8 de marzo de 2013 por el Gobierno de España contra la llamada declaración soberanista de Cataluña. Por unanimidad de todos los miembros del Pleno, el Constitucional consideró contrario a la Carta Magna, y por tanto nulo, el principio contenido en la Declaración que define al pueblo catalán como un sujeto político y jurídico soberano; y declaró que el derecho a decidir de los ciudadanos de Cataluña, siempre y cuando se interprete como una aspiración política a la que solo puede llegarse mediante un proceso ajustado a la legalidad constitucional, es conforme a la Constitución española. En febrero de 2015, y también por unanimidad del Pleno, el Tribunal declaró inconstitucional y nulo el decreto con el que el presidente de la Generalidad de Cataluña había convocado la celebración, el 9 de noviembre de 2014, de una consulta popular no referendaria sobre el futuro político de esa Comunidad Autónoma. El Tribunal entendió que se trataba, en realidad, de un referéndum, cuya competencia corresponde en exclusiva al Estado. El mismo día, el Tribunal aprobó por unanimidad otra sentencia que anuló, por ser contrarios a la Constitución, dos artículos de la Ley del Parlamento de Cataluña 10/2014, de 26 de septiembre, de consultas populares no referendarias y otras formas de participación ciudadana. El Pleno afirmó que los preceptos anulados regulaban en realidad la convocatoria de referendos, competencia que no corresponde a las comunidades autónomas sino al Estado. El 2 de diciembre de 2015, y de nuevo por unanimidad, el Pleno del Tribunal anuló, por inconstitucional, la resolución con la que el Parlamento de Cataluña había declarado formalmente el inicio de un proceso constituyente hacia una república catalana. La sentencia consideró que la resolución, recurrida por el Gobierno de la Nación, vulneraba los artículos 1.1, 1.2, 2, 9.1 y 168 de la Constitución y los artículos 1 y 2.4 del Estatuto de Autonomía. A raíz de estas sentencias, Pérez de los Cobos fue objeto de reportajes y artículos en menoscabo de su crédito publicados por medios de comunicación afines a la independencia de Cataluña.

### Aspirante a magistrado del TEDH
Se presentó como aspirante a magistrado del Tribunal Europeo de Derechos Humanos de Estrasburgo para la plaza reservada a España, en sustitución de Luis López Guerra. El Consejo de Ministros propuso una terna de aspirantes, en la que también entraron José Martín y Pérez de Nanclares y María Elósegui. Al principio del proceso, el Gobierno de Mariano Rajoy puso como condición que los aspirantes no tuvieran más de 61 años, lo que se interpretó como un intento de deshacerse de María Emilia Casas —que superaba esa edad— para beneficiar a Pérez de los Cobos. Sin embargo, dado que el mandato de los jueces del TEDH es de 9 años, que cesan automáticamente de sus funciones al cumplir los 70, y que María Emilia Casas tenía en ese momento 67 años, se consideró que esta medida iba encaminada a que el juez español que fuese finalmente elegido por el Tribunal pudiese llevar a término completo su mandato, no solamente parte de él. Aunque el Tribunal Supremo anuló este requisito, Casas finalmente no se presentó. 
En la entrevista ante la comisión de la Asamblea Parlamentaria del Consejo de Europa, el 12 de enero de 2018, no obtuvo ninguno de los diez votos. Se publicó que, a pesar de haber dicho que hablaba y escribía bien inglés, fue incapaz de responder en esta lengua. Posteriormente, otros medios intentaron desmontar esta acusación y mostraron su título de nivel C2 en francés, mientras que Pérez de los Cobos trató de demostrar con documentos oficiales su dominio de los idiomas francés e inglés y, según manifestaron algunos medios, respondió a las preguntas del jurado en francés tras hacer la exposición inicial en inglés. Finalmente, María Elósegui fue la elegida para el puesto el 24 de enero de 2018.

## Faceta literaria
Francisco Pérez de los Cobos ha escrito también sobre temas literarios en la Revista de Nueva Literatura Clarín, donde en su número 104 de marzo-abril de 2013 publicó sobre G. K. Chesterton en Chesterton o la lucidez de los cuentos de hadas y en el número 118 de julio-agosto de 2015 dedicó un artículo a Azorín bajo el título A la sombra del pequeño filósofo.

## Obras
Sus principales monografías obedecen principalmente a dos líneas de investigación: análisis de los problemas laborales derivados de las transformaciones productivas y Derecho comunitario del Trabajo: 
- Nuevas tecnologías y relación de trabajo, (Valencia, 1990).
- El teletrabajo en España, (Madrid, 2001).
- El Derecho social comunitario en el Tratado de la Unión Europea, (Madrid, 1994).
- La aplicación de la Directiva 93/104 CEE al Personal Estatutario de la Seguridad Social (Valencia, 2002).
- Millora de la qualitat de les relacions laborals en l’àmbit de les empreses de treball temporal (Generalidad de Cataluña, Barcelona, 2003).
- No hay Derecho (Barcelona, 2008).

Ha dirigido obras de referencia en la bibliografía laboral española: 
- Libertad de empresa y relaciones laborales en España (Madrid, 2005).
- Ley de Prevención de Riesgos Laborales. Comentada con jurisprudencia (Madrid, 2008).
- Ley Orgánica de Libertad Sindical. Comentada con jurisprudencia (Madrid, 2010).

## Recusaciones
En un documento de la Agencia Tributaria publicado en julio de 2013, Francisco Pérez de los Cobos figuraba como afiliado de un partido político, concretamente el Partido Popular, hecho que provocó su recusación en varios procedimientos. En septiembre de 2013, el Pleno del TC inadmitió dichas recusaciones con un auto en el que se afirma que “la mera afiliación a los partidos políticos es un derecho del que no están privados los magistrados constitucionales” y, por ello, “no cabe asociar a su ejercicio consecuencias automáticas que afecten a su idoneidad para el desempeño de su función”.
El art.159.4 de la Constitución española prohíbe a los miembros del Tribunal Constitucional “el desempeño de funciones directivas en un partido político o en un sindicato” y “el empleo al servicio de los mismos”, lo que excluye la mera afiliación de las incompatibilidades con el ejercicio del cargo. Por su parte, el art. 19 de la Ley Orgánica del Tribunal Constitucional establece, en el mismo sentido, que el cargo de magistrado constitucional es incompatible, entre otros, “con el desempeño de funciones directivas en los partidos políticos, sindicatos, asociaciones, fundaciones y colegios profesionales y con toda clase de empleo al servicio de los mismos”.  Aunque los artículos 127 de la Constitución y 395 de la Ley Orgánica del Poder Judicial prohíben a jueces y magistrados (en activo) pertenecer a partidos políticos o sindicatos, los citados preceptos no son aplicables a los miembros del Tribunal Constitucional por cuanto éstos no pertenecen al Poder Judicial.